# Ecuaciones de Cauchy-Riemann

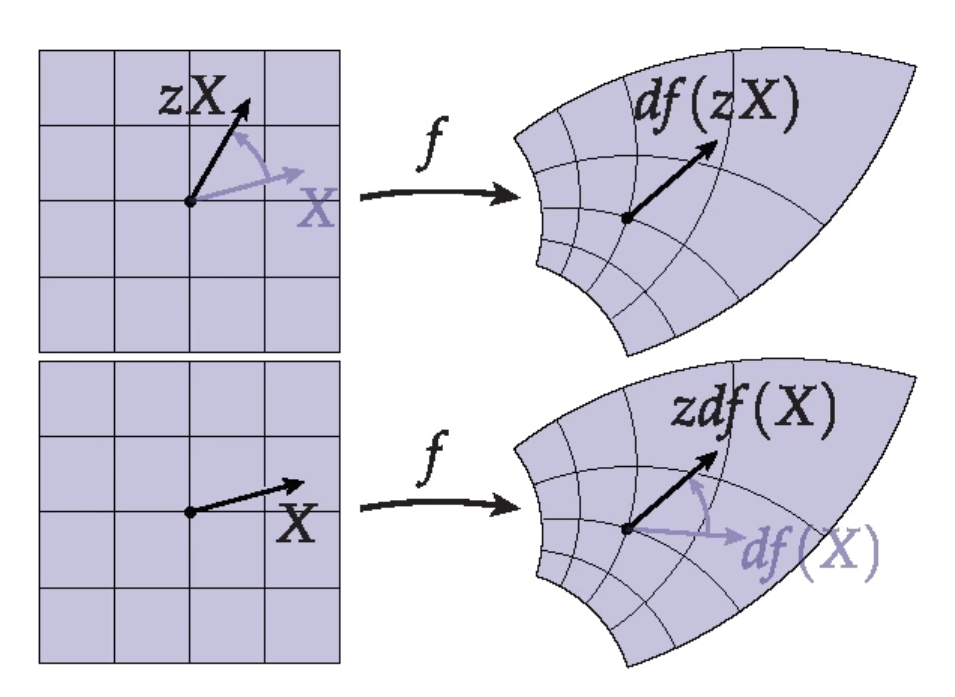
Una representación visual de un vector X en un dominio multiplicado por un número complejo z, luego asignado por f, en lugar de ser asignado por f y luego multiplicado por z. Si ambos dan como resultado que el punto termine en el mismo lugar para todos los X y z, entonces f satisface la condición de Cauchy-Riemann.

Las ecuaciones de Cauchy-Riemann son dos ecuaciones diferenciales parciales que son básicas en el análisis de funciones complejas de variable compleja, debido a que su verificación constituye una condición necesaria (aunque no suficiente) para la derivabilidad de este tipo de funciones.
Sea una función compleja {\displaystyle f(z)}, con {\displaystyle z=x+iy}. Se sabe que {\displaystyle f(z)} se puede descomponer en suma de dos funciones reales de dos variables {\displaystyle u} y {\displaystyle v}, de manera que {\displaystyle f(z)=f(x,y)=f(x+iy)=u(x,y)+iv(x,y)}. Si la función {\displaystyle f(z)} es derivable en un punto {\displaystyle z_{0}=x_{0}+iy_{0}} entonces deben verificarse las condiciones de Cauchy-Riemann:
{\displaystyle u_{x}(x_{0},y_{0})=v_{y}(x_{0},y_{0})}
{\displaystyle u_{y}(x_{0},y_{0})=-v_{x}(x_{0},y_{0})}
donde {\displaystyle u_{x}} significa la derivada parcial de la función {\displaystyle u} respecto a la variable {\displaystyle x}, usualmente simbolizado {\displaystyle {\frac {\partial u}{\partial x}}}. Análogamente para {\displaystyle u_{y}}, {\displaystyle v_{x}} y {\displaystyle v_{y}}.  
Además se cumple que el valor de la derivada en el punto, de existir, debe ser:
{\displaystyle f'(z_{0})=u_{x}(x_{0},y_{0})+iv_{x}(x_{0},y_{0})=v_{y}(x_{0},y_{0})-iu_{y}(x_{0},y_{0})}
Las ecuaciones de Cauchy-Riemann constituyen una diferencia fundamental entre la derivabilidad en el sentido complejo y la derivabilidad de funciones de dos variables reales, aunque geométrica y topológicamente {\displaystyle \mathbb {C} } y {\displaystyle \mathbb {R} ^{2}} sean equivalentes. En efecto, la función compleja {\displaystyle f(z)={\bar {z}}} o, equivalentemente, {\displaystyle f(x+iy)=x-iy}, no es derivable en el sentido complejo, pues no satisface las ecuaciones de Cauchy-Riemann, como es fácil comprobar. Sin embargo, la función de dos variables reales que geométricamente hace lo mismo, esto es {\displaystyle f(x,y)=(x,-y)}, sí que es derivable, como también es sencillo demostrar (pues no tiene que satisfacer necesariamente estas ecuaciones).

## Demostración
Sea f una función de variable compleja:
{\displaystyle f(z=(x,y))=u(x,y)+i\,v(x,y)}
que es derivable en un punto {\displaystyle z_{0}\in \mathbb {C} \,:\,z_{0}=(x_{0},y_{0})=x_{0}+i\,y_{0}}. Dado que es derivable, sabemos que:
{\displaystyle \exists \lim _{z\rightarrow z_{0}}{\frac {f(z)-f(z_{0})}{\Delta z}}=\lim _{(x,y)\rightarrow (x_{0},y_{0})}{\frac {u(x,y)+i\,v(x,y)-u(x_{0},y_{0})-iv(x_{0},y_{0})}{(x-x_{0})+i(y-y_{0})}}}
donde este último es un límite doble en el plano {\displaystyle \mathbb {R} ^{2}} debido a la equivalencia topológica existente entre {\displaystyle \mathbb {C} } y {\displaystyle \mathbb {R} ^{2}} con la distancia euclídea. En tal caso, si existe el límite doble, sabemos que existen los límites direccionales y que coinciden. En particular, existirán los límites direccionales a lo largo de {\displaystyle x=x_{0}} y de {\displaystyle y=y_{0}}. Por consiguiente:
1) {\displaystyle f'(z_{0})=\lim _{(x,y_{0})\rightarrow (x_{0},y_{0})}{\frac {u(x,y_{0})+i\,v(x,y_{0})-u(x_{0},y_{0})-iv(x_{0},y_{0})}{(x-x_{0})+i(y_{0}-y_{0})}}=}
{\displaystyle =\lim _{(x,y_{0})\rightarrow (x_{0},y_{0})}{\frac {u(x,y_{0})-u(x_{0},y_{0})}{\Delta x}}+i\,\lim _{(x,y_{0})\rightarrow (x_{0},y_{0})}{\frac {v(x,y_{0})-v(x_{0},y_{0})}{\Delta x}}=}
{\displaystyle =\partial _{x}u((x_{0},y_{0}))+i\,\partial _{x}v((x_{0},y_{0}))\equiv u_{x}(x_{0},y_{0})+i\,v_{x}(x_{0},y_{0})}
2) {\displaystyle f'(z_{0})=\lim _{(x_{0},y)\rightarrow (x_{0},y_{0})}{\frac {u(x_{0},y)+i\,v(x_{0},y)-u(x_{0},y_{0})-iv(x_{0},y_{0})}{(x_{0}-x_{0})+i(y-y_{0})}}=}
{\displaystyle =\lim _{(x_{0},y)\rightarrow (x_{0},y_{0})}{\frac {u(x_{0},y)-u(x_{0},y_{0})}{i\Delta y}}+i\,\lim _{(x_{0},y)\rightarrow (x_{0},y_{0})}{\frac {v(x_{0},y)-v(x_{0},y_{0})}{i\Delta y}}=}
{\displaystyle ={\frac {1}{i}}\partial _{y}u((x_{0},y_{0}))+\partial _{y}v((x_{0},y_{0}))\equiv v_{y}(x_{0},y_{0})-i\,u_{y}(x_{0},y_{0})}
Si ahora igualamos 1 y 2, se deducen de manera inmediata las ecuaciones del enunciado anterior, que se denominan ecuaciones de Cauchy-Riemann. {\displaystyle \quad \square }

## Ejemplo
Veamos un ejemplo de función derivable en todo número complejo. Por lo tanto, las ecuaciones de Cauchy-Riemann se deberán verificar en cualquier {\displaystyle z=x+iy\in \mathbb {C} }. 
Consideramos la función {\displaystyle f(z)=z^{2}}. Escribámosla en coordenadas cartesianas: 
{\displaystyle f(x+yi)=(x+yi)^{2}=(x^{2}-y^{2})+i2xy}.
Así, las partes real e imaginaria de la función son {\displaystyle u(x,y)=x^{2}-y^{2}} y {\displaystyle v(x,y)=2xy} respectivamente. Derivado con respecto a {\displaystyle x} e {\displaystyle y} es inmediato que 
{\displaystyle u_{x}=2x=v_{y}}
y que 
{\displaystyle u_{y}=-2y=-v_{x}}.
Es decir, se satisfacen las ecuaciones de Cauchy-Riemann, como debe ser.
Por último verifiquemos la derivada obedece a la fórmula de arriba. La derivada de {\displaystyle f} es {\displaystyle f'(z)=2z}, pues las reglas para derivar funciones complejas son las mismas que para funciones de variable real ya que, formalmente, las definiciones de derivada en ambos casos son iguales (ver Función holomorfa). Por lo tanto,
{\displaystyle f'(x+iy)=2(x+iy)=2x+i2y=u_{x}+iv_{x}=v_{y}-iu_{y}}.
Es decir, se satisface la fórmula enunciada para la derivada en función de las derivadas parciales de las partes real e imaginaria.

## Otras formas de expresar las ecuaciones
Algunas formas equivalentes de expresar las condiciones de Cauchy-Riemann son las siguientes:
{\displaystyle f_{x}+if_{y}=0}
{\displaystyle {\frac {\partial f}{\partial {\hat {z}}}}=0}
También puede resultar útil expresar las ecuaciones en forma polar:
{\displaystyle u_{r}={\frac {\partial u}{\partial x}}{\frac {\partial x}{\partial r}}+{\frac {\partial u}{\partial y}}{\frac {\partial y}{\partial r}}} ; {\displaystyle u_{\theta }={\frac {\partial u}{\partial x}}{\frac {\partial x}{\partial {\theta }}}+{\frac {\partial u}{\partial y}}{\frac {\partial y}{\partial {\theta }}}} ; {\displaystyle v_{r}={\frac {\partial v}{\partial x}}{\frac {\partial x}{\partial r}}+{\frac {\partial v}{\partial y}}{\frac {\partial y}{\partial r}}} ; {\displaystyle v_{\theta }={\frac {\partial v}{\partial x}}{\frac {\partial x}{\partial {\theta }}}+{\frac {\partial v}{\partial y}}{\frac {\partial y}{\partial {\theta }}}}
{\displaystyle {\frac {\partial u}{\partial r}}={\frac {1}{r}}{\frac {\partial v}{\partial {\theta }}}}
{\displaystyle {\frac {\partial v}{\partial r}}=-{\frac {1}{r}}{\frac {\partial u}{\partial {\theta }}}}

## Observación
Hay que hacer notar que las ecuaciones de Cauchy-Riemann no constituyen una condición suficiente, por lo que no valen por sí solas para demostrar la derivabilidad (respecto al parámetro complejo) de una función en un punto.  El ejemplo clásico es
{\displaystyle f(z)={\begin{cases}\exp(-z^{-4})&{\text{si }}z\not =0\\0&{\text{si }}z=0.\end{cases}}}
Esta función satisface las ecuaciones de Cauchy-Riemann pero no es continua en cero.
Sin embargo, sí tenemos condiciones suficientes de derivabilidad si la función, además de cumplir las ecuaciones de Cauchy-Riemann, se puede descomponer en dos funciones u y v derivables en el sentido real  en un entorno de {\displaystyle z_{0}=(x_{0},y_{0})}. El lema de Weyl nos dice que es suficiente que las ecuaciones de Cauchy Riemann se satisfagan débilmente en un entorno del punto y sean integrables en ese entorno.

## Aplicación
Se dice que una función de clase {\displaystyle C^{2}} de dos variables {\displaystyle h(x,y)} con imagen en los reales es armónica cuando verifica la ecuación de Laplace: 
{\displaystyle h_{xx}+h_{yy}=0}. 
No es difícil verificar que dos funciones de clase {\displaystyle C^{2}} que verifiquen las condiciones de Cauchy-Riemann son ambas armónicas. En tal caso se dice que ellas son armónicas conjugadas.